# 3254 Bus
3254 Bus је астероид чија средња удаљеност од Сунца износи 3,957 астрономских јединица (АЈ).
Апсолутна магнитуда астероида је 11,0.